# John E. Peterson
John E. Peterson, född 25 december 1938 i Titusville, Pennsylvania, är en amerikansk republikansk politiker. Han representerade delstaten Pennsylvanias femte distrikt i USA:s representanthus 1997–2009.
Peterson gick i skola i Titusville High School i Crawford County, Pennsylvania. Han studerade vid Pennsylvania State University och tjänstgjorde i USA:s armé 1958–1964.
Kongressledamoten William F. Clinger kandiderade inte till omval i kongressvalet 1996. Peterson vann valet och efterträdde Clinger i representanthuset i januari 1997. Han omvaldes fem gånger. Han bestämde sig sedan för att inte kandidera till omval i kongressvalet i USA 2008. Han efterträddes som kongressledamot av Glenn Thompson.